# Huehuetla (Hidalgo)
Huehuetla è un comune del Messico, situato nello stato di Hidalgo.